# 다가구주택
다가구주택(多家口住宅, 영어: Multi-unit house)은 대한민국 주택법 제2조 제2호, 주택법 시행령 제2조 제3호에 따른 단독주택의 한 종류로서, 공동주택에 해당하지 않는 주택을 말한다.

## 요건
다가구주택은 하나의 건축물에 여러 가구가 살 수 있으나, 어디까지나 단독주택이므로 각각의 가구가 거주하는 부분이 개별적인 소유권의 객체가 될 수 없다는 점에서 다세대주택과 구분된다. 주택법 시행령 제2조 제3호, 별표 1의 다.에 따른 아래의 요건을 모두 충족하면서 공동주택에 해당하지 않는 경우 다가구주택이 된다.
1. 지하층을 제외한 주택으로 쓰는 층수가 3개 층 이하일 것. 다만, 1층의 전부 또는 일부를 필로티[2] 구조로 하여 주차장으로 사용하고 나머지 부분을 주택 외의 용도로 쓰는 경우에는 해당 층을 주택의 층수에서 제외.
2. 1개 동의 주택으로 쓰이는 바닥면적(부설 주차장 면적은 제외)의 합계가 660제곱미터 이하.
3. 19세대 이하가 거주.

## 주택별 법적 요건
| 구분               | 다가구주택  | 다세대주택  | 연립주택    |
| ------------------ | ----------- | ----------- | ----------- |
| 건물종류           | 단독주택    | 공동주택    | 공동주택    |
| 구분소유           | 불가        | 가능        | 가능        |
| 주택으로 쓰는 층수 | 3개 층 이하 | 4개 층 이하 | 4개 층 이하 |
| 주택으로 쓰는 면적 | 660㎡ 이하  | 660㎡ 이하  | 660㎡ 초과  |

## 같이 보기
- 공동주택